# Capricho para arpa y orquesta de cuerda
El Capricho para arpa y orquesta de cuerda de Walter Piston, fue un encargo de 1963 por la Broadcast Music Incorporated en ocasión de su vigésimo aniversario, y está dedicada al arpista Nicanor Zabaleta, que la estrenó en Madrid el 19 de octubre de 1964.
La obra consta de un solo movimiento y dura aproximadamente 10 minutos.